# Rattenman

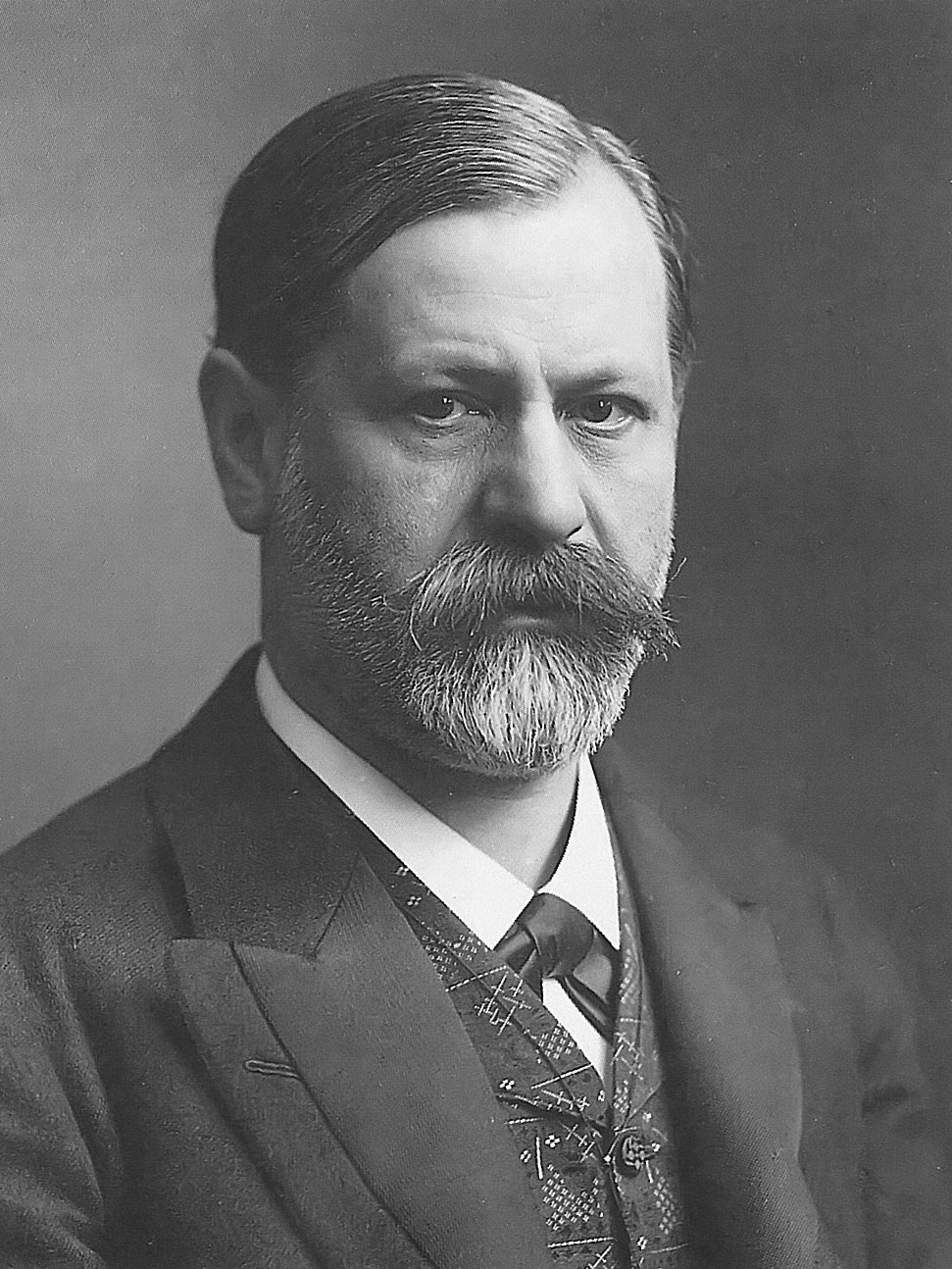
Sigmund Freud, 1905

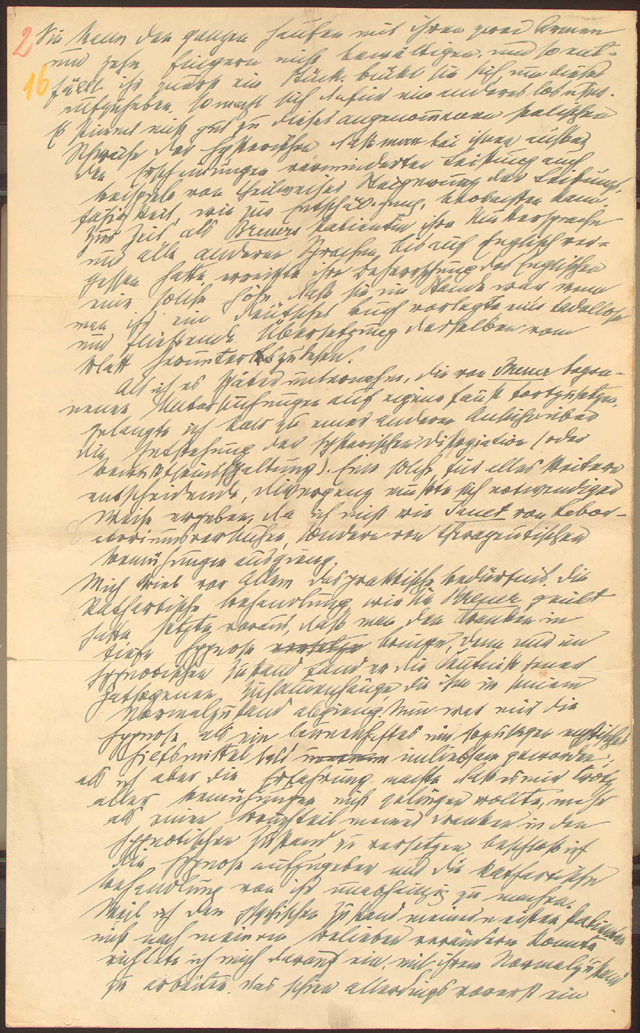
Freuds uitgewerkte gespreksnotities over Rattenman

Rattenman is de bijnaam die Sigmund Freud gaf aan een van zijn patiënten, wiens casus ('ziektegeschiedenis') hij in 1909 publiceerde onder de titel Bemerkungen über einen Fall von Zwangsneurose ['Opmerkingen over een geval van dwangneurose']. De werkelijke naam van Rattenman was Ernst Lanzer (1878-1914), een advocaat met een dwangneurose.

## Ziektegeschiedenis
Rattenman meldde zich in oktober 1907 bij Freud met een reeks aan klachten: angsten dat er iets verschrikkelijks zou gebeuren met zijn vader of met de jonge vrouw van wie hij hield, misdadige neigingen zoals de drang om mensen te vermoorden, maar ook de neiging om zijn eigen keel door te snijden met een scheermes en dwangmatige preoccupaties met ogenschijnlijk onbelangrijke zaken, zoals het terugbetalen van kleine schulden.
Freud begon de behandeling met hem op het hart te drukken vooral alles te vertellen wat in hem opkwam, hoe onbeduidend het ook mocht lijken. Rattenman begon met te vertellen over een vriend, op wiens raad hij veel prijs stelde, maar al snel schakelde hij over op seksuele thema's uit zijn kinderjaren. Hij bleek seksueel vroegtijdig tot ontwikkeling te zijn gekomen, vertoonde soms homoseksuele impulsen en verhaalde over het begluren en ook het strelen van gouvernantes. Ook herinnerde hij zich incestueuze spelletjes met zijn zus. Er was vooral sprake van een onweerstaanbaar verlangen om naakte vrouwen te zien.
Later vertelde Rattenman na fors aandringen door Freud (Rattenman vertoonde veel weerstand) een verhaal dat hij gehoord had over een straf die een gevangengenomen kapitein in de Oriënt ooit had gekregen. De kapitein was vastgebonden en vervolgens werd er een pot met ratten bovenop zijn billen gezet. "En de ratten knaagden zich een weg in...", stotterde Rattenman. "In zijn anus", maakte Freud de zin na enig stilzwijgen af.

## Duiding door Freud
Freud maakt van de casus van Rattenman een demonstratie van zijn analytische techniek en gaat in op allerlei ogenschijnlijke details, om deze veelal te koppelen aan zijn vader en graven en begrafenissen. Uiteindelijk concludeerde Freud dat er bij Rattenman sprake was van de wens dat zijn vader zou sterven, hoezeer hij ook van hem hield. Rattenman protesteerde aanvankelijk heftig, maar vervolgens herinnerde hij zich dat zijn vader hem een keer een klap had gegeven, toen hij een jaar of vier was, vanwege een soort gluur- en masturbatiespelletje. Rattenman was daarop boos geworden en begon op zijn vader te schelden. Omdat hij echter nog geen scheldwoorden kende riep hij dingen als "lamp, handdoek, bord". Zijn verbaasde vader had hierop gereageerd door te zeggen dat zijn zoon of een groot man, of een misdadiger zou worden. Nu deze herinnering boven was gekomen zag ook Rattenman in dat er achter de liefde voor zijn vader een even grote haat schuil ging. Zijn leven werd beheerst door deze ambivalentie, zo concludeerde hijzelf.
Freud drukte vervolgens zijn oplossing volledig door. Rattenman had zich niet alleen afgezet tegen zijn vader, maar zich ook met hem geïdentificeerd. Zijn vader was militair geweest en had altijd met veel plezier anekdotes verteld uit zijn legertijd. Daarnaast was hij ook een "Spielratte", die ooit een fors bedrag had verloren, dit had moeten lenen bij een vriend, maar deze had hij nooit terugbetaald. Rattenman veroordeelde deze jeugdzonde van zijn vader fel, Freud vond echter een omgekeerde associatie met Rattenmans onwil om kleine bedragen terug te betalen. Het sadistische verhaal over de ratten had volgens Freud bij Rattenman alle herinneringen aan de 'anaalretoriek' uit zijn jeugd opgeroepen, alsook allerlei wrede seksuele neigingen opgerakeld die hij had verdrongen, waaronder homoseksuele impulsen. Toen hij het verhaal van Freuds duidingen echter helemaal had geaccepteerd naderde zijn neurose geleidelijk zijn einde, aldus besluit Freuds casusbeschrijving.
Heel lang plezier heeft Rattenman (Lanzer)van zijn genezing evenwel niet gehad. Hij bleek na de publicatie van zijn ziektegeschiedenis in 1909 nog steeds problemen te hebben en sneuvelde uiteindelijk tijdens de Eerste Wereldoorlog, "net als zoveel andere waardevolle en veelbelovende mannen", zo schreef Freud in 1923.

## Theoretische inbedding
Meer in het algemeen gebruikte Freud de ziektegeschiedenis ter onderstreping van zijn theorie dat bij dwangneurotici altijd sprake is van uitermate ambivalente gevoelens. Dwangneurotici zijn in zijn ogen vaak rationeel en tegelijkertijd bijgelovig. Ze vertonen symptomen die zowel verhullen als onthullen. Er zit een verband tussen de ziekte van de volwassene en de geblokkeerde seksuele behoeften en agressieve verlangens van het kind. De casus is een perfecte onderbouwing van Freuds theorie dat de wortels van de neurose gezocht moeten worden in de vroege jeugd. Ook toont het aan dat zelfs de onverklaarbare en vreemdste symptomen nog een innerlijke logica bezitten en dat ambivalente gevoelens veel innerlijke druk kunnen uitoefenen.
De casus van Rattenman is later vaak bekritiseerd omdat de interpretaties in belangrijke mate geconstrueerd zouden zijn. Zo werd Freud later zelfs verweten dat zijn uiteindelijke publicatie van de ziektegeschiedenis vaak niet strookte met zijn eigen gespreksaantekeningen. Tegenwoordig wordt de freudiaanse methode nog maar zelden toegepast bij het behandelen van dwangstoornissen.

## Noot
1. ↑  Mahony: Freud and the Rat Man, pagina 69. Yale University Press, 1986